# Daniel Secrétan
Daniel Secrétan (* 5. November 1895 in Morrens, Kanton Waadt; † 1. Februar 1971 in Dornach SO, Kanton Solothurn) war ein Schweizer Diplomat.

## Leben
Secrétan, Sohn des Pfarrers Gustave Secrétan und dessen Ehefrau Marie Charlier, absolvierte nach dem Schulbesuch ein Studium der Geisteswissenschaften an der Universität Lausanne. Im Anschluss trat er in den diplomatischen Dienst ein wurde 1919 Gesandtschaftsattaché im Aussenministerium, dem Eidgenössischen Politischen Departement (heute Eidgenössisches Departement für auswärtige Angelegenheiten). Er war danach zwischen 1921 und 1928 Mitglied der Delegation beim Völkerbund sowie zwischenzeitlich von 1925 bis 1927 Zweiter Sekretär in der Auswärtigen Abteilung des Politischen Departements. Er war von 1931 bis 1939 Generalsekretär des Internat. Instituts für Geistige Zusammenarbeit IICI (Institut international de coopération intellectuelle) in Paris, einer Institution des Völkerbundes zur Koordinierung der Arbeit und der wissenschaftlichen Beziehungen. Am 19. September 1939 kehrte er ins Politische Departement zurück und war dort von 1942 bis 1946 als Legationsrat Chef der Sektion für internationale Vereinigungen in der Abteilung für Auswärtiges.
Am 15. Januar 1946 wurde Secrétan Mitglied des Internationalen Komitees vom Roten Kreuz (IKRK) sowie am 15. Februar 1946 auch Mitglied der Delegation bei der Internationalen Konferenz für den öffentlichen Unterricht. Am 25. März 1946 kehrte er ins Politische Departement zurück und war dort bis zum 9. Mai 1948 Leiter der Direktion für internationale Organisationen. Am 9. Mai 1948 wurde er als Nachfolger von Alfred Brunner Gesandter in Ägypten und bekleidete diesen Posten bis zum 5. August 1949, woraufhin er von Beat von Fischer abgelöst wurde. Zugleich war er zwischen dem 9. Mai 1948 und dem 5. August 1949 als Gesandter im Irak akkreditiert.
Secrétan wurde am 4. Januar 1950 Nachfolger von Robert Kohli als Gesandter in den Niederlanden und verblieb auf diesem Posten bis zum 31. März 1957. Sein dortiger Nachfolger wurde Edouard de Haller.
Sein jüngerer Bruder Jacques Secrétan war Professor an der Universität Lausanne und 1945 Mitglied der Konsultativkommission der Vereinten Nationen.